# The Fix
The Fix – amerykański serial telewizyjny (dramat obyczajowy) wyprodukowany przez Mandeville Television oraz ABC Studios, którego twórcami są Marcia Clark, Elizabeth Craft i Sarah Fainn. Serial jest emitowany od 18 marca 2019 roku na ABC.
11 maja 2019 roku, stacja ABC ogłosiła zakończenie produkcji serialu po jednym sezonie.

## Fabuła
Serial opowiada o Mayi Travis, byłej pani prokurator, która przegrywa najważniejszą sprawę sądową w swoim życiu. Po takiej porażce przeprowadza się z Los Angeles na wieś, gdzie prowadzi farmę. Po ośmiu latach morderca z przegranej sprawy powraca, zaczyna znowu zabijać. Maya zostaje zmuszona do powrotu do pracy, zależy jej na skazaniu mordercy.

## Obsada

### Główna
- Robin Tunney jako Maya Travis[3]
- Adewale Akinnuoye-Agbaje jako Sevvy Johnson[4]
- Adam Rayner jako Andre[3]
- Merrin Dungey jako C.J. Bernstein[5]
- Breckin Meyer jako Charlie Wiest[5]
- Marc Blucas jako Riv[6]
- Mouzam Makkar jako Loni Cho

### Obsada drugoplanowa
- Robin Givens jako Julianne Johnson[7]
- Alex Saxon
- Scott Cohen jako  Ezra Wolf
- Taylor Kalupa jako Jessica Meyer[8]
- Abraham Lim jako Ares[9]
- Chasten Harmon jako Star[10]
- Vannessa Vasquez[10]
- KJ Smith jako Charlie[11]
- Robert Wisdom jako Buck Neal[12]
- Erik Palladino jako Leo Foster[8]
- Skye P. Marshall jako  Angela Ashley[8]

## Odcinki
| Sezon | Odcinki | Oryginalna emisja w ABC | Oryginalna emisja w ABC |
| Sezon | Odcinki | Premiera sezonu         | Finał sezonu            |
| ----- | ------- | ----------------------- | ----------------------- |
| 1     | 10      | 18 marca 2019           | 20 maja 2019            |

### Sezon 1 (2019)
| #  | Tytuł             | Reżyseria        | Scenariusz                                | Premiera w ABC   |
| -- | ----------------- | ---------------- | ----------------------------------------- | ---------------- |
| 1  | Pilot             | Larysa Kondracki | Marcia Clark, Elizabeth Craft, Sarah Fain | 18 marca 2019    |
| 2  | Revenge           | Michael Katleman | Elizabeth Craft, Sarah Fain, Marcia Clark | 25 marca 2019    |
| 3  | The Wire          | Steve Robin      | Jerome Schwartz, Denise Hahn              | 1 kwietnia 2019  |
| 4  | Scandal           | Edward Ornelas   | Wendy Mericle, Catherine LePard           | 8 kwietnia 2019  |
| 5  | Lie to Me         | Wendey Stanzler  | Ola Shokunbi                              | 15 kwietnia 2019 |
| 6  | The Fugitive      | Stacey K. Black  | Denise Hahn                               | 22 kwietnia 2019 |
| 7  | Ghost Whisperer   | Randy Zisk       | Catherine LePard                          | 29 kwietnia 2019 |
| 8  | Queen for a Day   | Michael Katleman | Brook Sitgraves Turner                    | 6 maja 2019      |
| 9  | Jeopardy!         | Silver Tree      | Corey Miller                              | 13 maja 2019     |
| 10 | Making a Murderer | Michael Katleman | Marcia Clark, Elizabeth Craft, Sarah Fain | 20 maja 2019     |

## Produkcja
Pod koniec lutego 2018 roku ogłoszono, że Breckin Meyer oraz Merrin Dungey zagrają w dramacie.
W marcu 2018 roku poinformowano, że główne role w serialu zagrają: Robin Tunney, Adam Rayner i Adewale Akinnuoye-Agbaj.
12 maja 2018 roku stacja ABC ogłosiła zamówienie serialu na sezon telewizyjny 2018/2019. W sierpniu 2018 roku poinformowano, że Abraham Lim, Vannessa Vasquez, KJ Smith i Robert Wisdom dołączyli do obsady.
Pod koniec września 2018 roku ogłoszono, że Erik Palladino, Skye P. Marshall i Taylor Kalupa otrzymali role powracające w dramacie.
Na początku listopada 2018 roku poinformowano, że Robin Givens wcieli się w rolę Julianne Johnson, majora.